# Torre Rembrandt
La Torre Rembrandt è un grattacielo di 35 piani ad Amsterdam, nei Paesi Bassi, che misura in altezza 150 m. 
La costruzione, progettata dallo Studio Skidmore, Owings & Merrill (SOM), è iniziata nel 1991, è terminata nel 1995.